# Herman Han

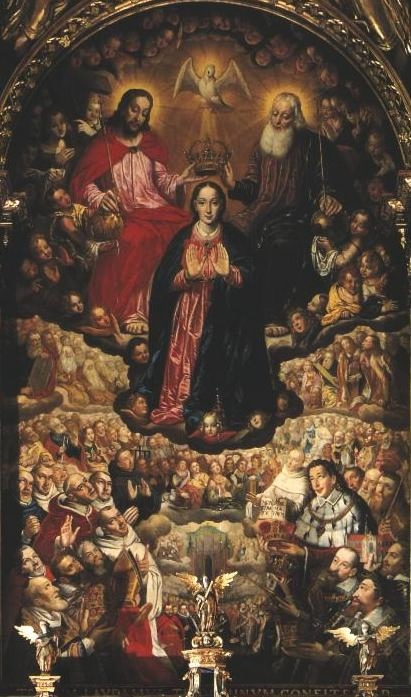
Krönung Mariens, Kloster Pelplin, 1623/24

Herman Han (getauft 22. Juli 1574 in Neiße, Schlesien, Krone Böhmen; gestorben zwischen 18. Dezember 1627 und 22. März 1628 in Konitz, Polnisch-Preußen) war ein schlesischer Maler in Danzig und Polnisch-Preußen.

## Leben
Der Vater Herman Han war Maler und schuf unter anderem Gemälde in Brieg (Brzeg). Der Sohn machte wahrscheinlich eine Ausbildung beim Vater; ob er danach in den Niederlanden, Italien oder Prag war, ist unbekannt.
Von 1597 ist ein erstes mutmaßliches Gemälde von ihm in Polnisch-Preußen bekannt. 1599 heiratete Han in Danzig. 1612 beantragte er mit anderen Künstlern die Bildung einer Malerzunft in der Stadt und wurde einer von deren Beisitzern. 1614 erhielt er das Danziger Bürgerrecht.
Herman Han malte vor allem für Klöster wie Oliva und Pelplin. 1622 wurde ihm das Gut Hochstrieß bei Danzig vom Kloster Oliva als Lehen übergeben. Um von den daraufliegenden Diensten abgelöst zu werden, malte er drei Altarbilder für das Kloster. Seit etwa 1623 lebte Herman Han in Konitz (Chojnice).
Sein Testament vom 18. Dezember 1627 ist erhalten. Am 22. März 1628 wurde er als verstorben bezeichnet. Han wurde in der Stadtkirche Johannes Enthauptung von Konitz bestattet.

## Werke (Auswahl)

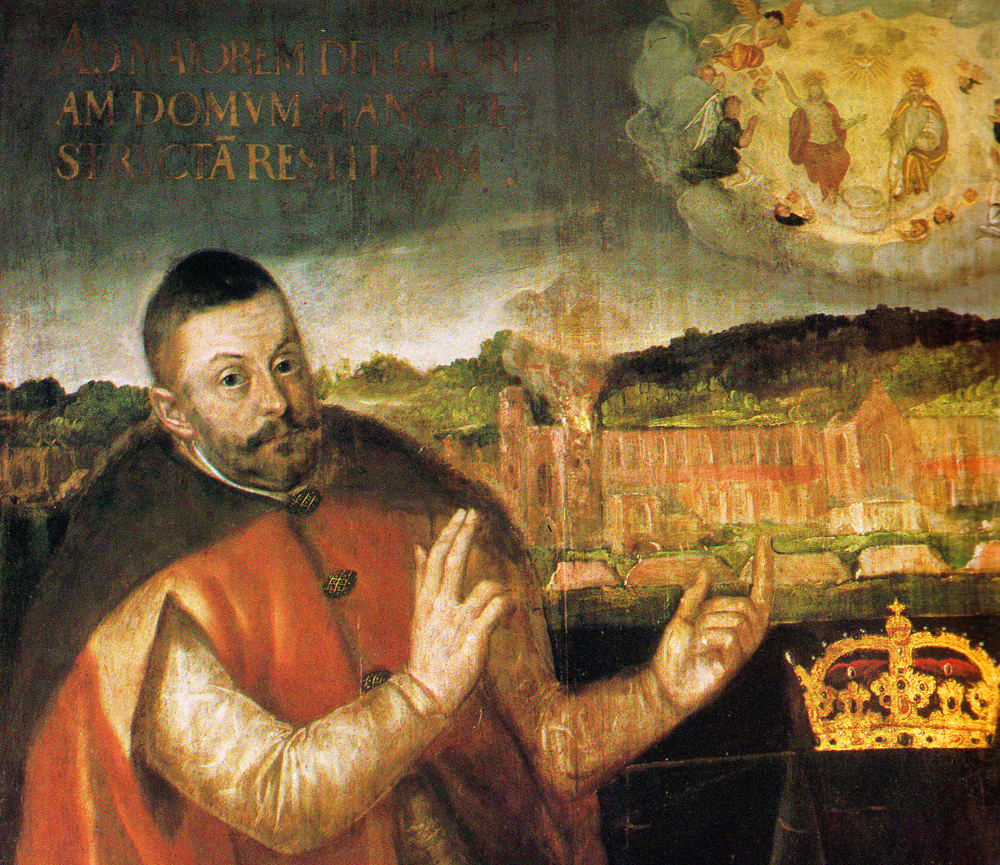
König Stephan Bathory und das brennende Kloster Oliva

Hermann Han schuf Gemälde für Kirchen, besonders in Klöstern, und Porträts von zeitgenössischen und historischen Persönlichkeiten, wie polnischen Königen, Äbten, Stiftern in Kirchen und anderen.
Sein Malstil ist von niederländischen, italienischen und Prager Vorbildern beeinflusst. Herman Han prägte mit seiner Kontrastierung von Hell und Dunkel die Danziger Malerei seiner Zeit. Die Motive sind stark katholisch geprägt, humanistische oder allegorische Elemente fehlen fast völlig.
- Altargemälde, Kirche Brodkowo, 1597, vermutet (Initialen HH )
- Fries, Artushof Danzig, 1609, Ausbesserungen
- Altargemälde Heilige Dreifaltigkeit und Konzert der Engel, Kirche Czersk, 1611
- Altargemälde Mariä Verkündigung, Klosterkirche Zarnowitz (Żarnowiec), 1616,  heute in kyrka Kläckeburg in Schweden, Inschrift Herman [H]an 1616
- Altargemälde Mariä Himmelfahrt, Klosterkirche Pelplin, 1616
- Altargemälde Heilige Dreifaltigkeit, Klosterkirche Pelplin, 1618
- Altargemälde Krönung Mariens, Kirche Wielki Buczek, vor 1623 (Zuschreibung?)
- Altargemälde Krönung Mariens, Klosterkirche Pelplin, 1623/24, sein berühmtestes Werk
- Altargemälde Krönung Mariens, Klosterkirche Oliva, nach 1624
- Altargemälde Heilige Dreifaltigkeit, heute in Nationalmuseum Danzig